# Dan Șova
Dan Coman Șova (Bucarest, 9 aprile 1973) è un politico rumeno, senatore di Olt nella legislatura 2008-2012 per il Partito Social Democratico, ministro per i rapporti con il Parlamento nel primo governo Ponta (6 agosto 2012-21 dicembre 2012), delegato per i progetti infrastrutturali nel secondo governo Ponta (21 dicembre 2012-5 Marzo 2013), ministro dei trasporti nel terzo governo Ponta (5 marzo 2014-24 giugno 2014).
Nell'agosto 2014 è stato processato. Nel 2014, è stato citato in giudizio con il primo ministro Victor Ponta per reati di corruzione. La futura udienza in questo processo è stata fissata dall'Alta corte di cassazione e giustizia il 20 giugno 2017..

## Studi
Nel 1995 si è laureato presso la Facoltà di Giurisprudenza dell'Università di Bucarest e nel 2001 si è laureato presso la Facoltà di Storia della stessa università. Nel 2005 ha conseguito il titolo di dottore in giurisprudenza presso l'Università di Bucarest, con la tesi di dottorato dal titolo Fiscalità applicabile alle società commerciali.

## Dichiarazioni pubbliche di diniego del pogrom di Iași
Il 5 marzo 2012, come portavoce del Partito Social Democratico (PSD), ha fatto alcune dichiarazioni in una stazione di trasmissione televisiva di Money Channel dove negava l'esistenza del pogrom del giugno 1941 a Iași. Egli ha detto che in quel pogrom, solo "23-24 cittadini ebrei rumeni di [...] sono stati uccisi dai soldati dell'esercito tedesco" e che "alla strage di Iași i rumeni non hanno partecipato." Ha anche detto che sarebbe stata una lunga storia. Șova ha anche detto che "nessun ebreo ha sofferto, e questo è stato dovuto ad Antonescu". Ha suggerito che queste asserzioni sarebbero basate sui dati contenuti in un libro scritto dallo storico Teşu Solomovici.
L'Istituto nazionale per lo studio dell'olocausto di Elie Wiesel in Romania ha espresso la sua indignazione e la sua disapprovazione per le dichiarazioni rilasciate da Dan Șova.
In Revista 22, Rodica Palade ha mostrato che le dichiarazioni di Sova fanno parte di una vecchia linea politica del PSD che minimizza e nega l'Olocausto in Romania.
Di conseguenza, Victor Ponta, leader del partito, lo ha sostituito come portavoce del PSD e ha detto che Șova "ha fatto un grande errore" e che "il punto di vista del PSD [...] è in totale contraddizione" con queste dichiarazioni.
Șova si è scusato il giorno dopo, ma ha cercato di chiarire che ciò che aveva detto è stato male interpretato.

## Accuse di corruzione
Il 17 settembre 2015 Dan Şova, a quel tempo avvocato coordinatore dell'Associazione della Società Civile "Sova and Associates" e senatore, è stato sottoposto a processo sotto il controllo giudiziario dalla Direzione nazionale anticorruzione per complicità nell'abuso di ufficio, evasione fiscale , falso nella firma privata e riciclaggio di denaro.
Dan Coman Şova, insieme ad altri imputati, ha ricevuto indebiti benefici da ulteriori atti sui contratti in corso con 2 complessi energetici, causando una perdita di oltre 3 milioni di lei nello stato rumeno.